# Vlčnovské vdolečky
Vlčnovské vdolečky (někdy jen vdolečky) jsou sladké pečivo, které má dlouholetou tradici na Slovácku. Jedná se o koláček plněný tvarohem a rozinkou a se žmolenkou a s povidly navrchu. Vdolečky jsou typické pro svou zlatou barvu, rumovou vůní a máslovou chuť. Dlouholetou tradici mají na slováckém Vlčnově.
Už ve vlčnovských kronikách[kde?] je zaznamenán tento druh pečiva. Vdolečky bývají pečeny na svatby, oslavy či pohřby a hlavně na každoroční jízdu králů. V některých receptech se těsto převaluje s máslem či se sádlem. Ve Vlčnově se každoročně koná „košt vdolečků“, kdy se určí ty nejlepší.